# Kalanchoe miniata

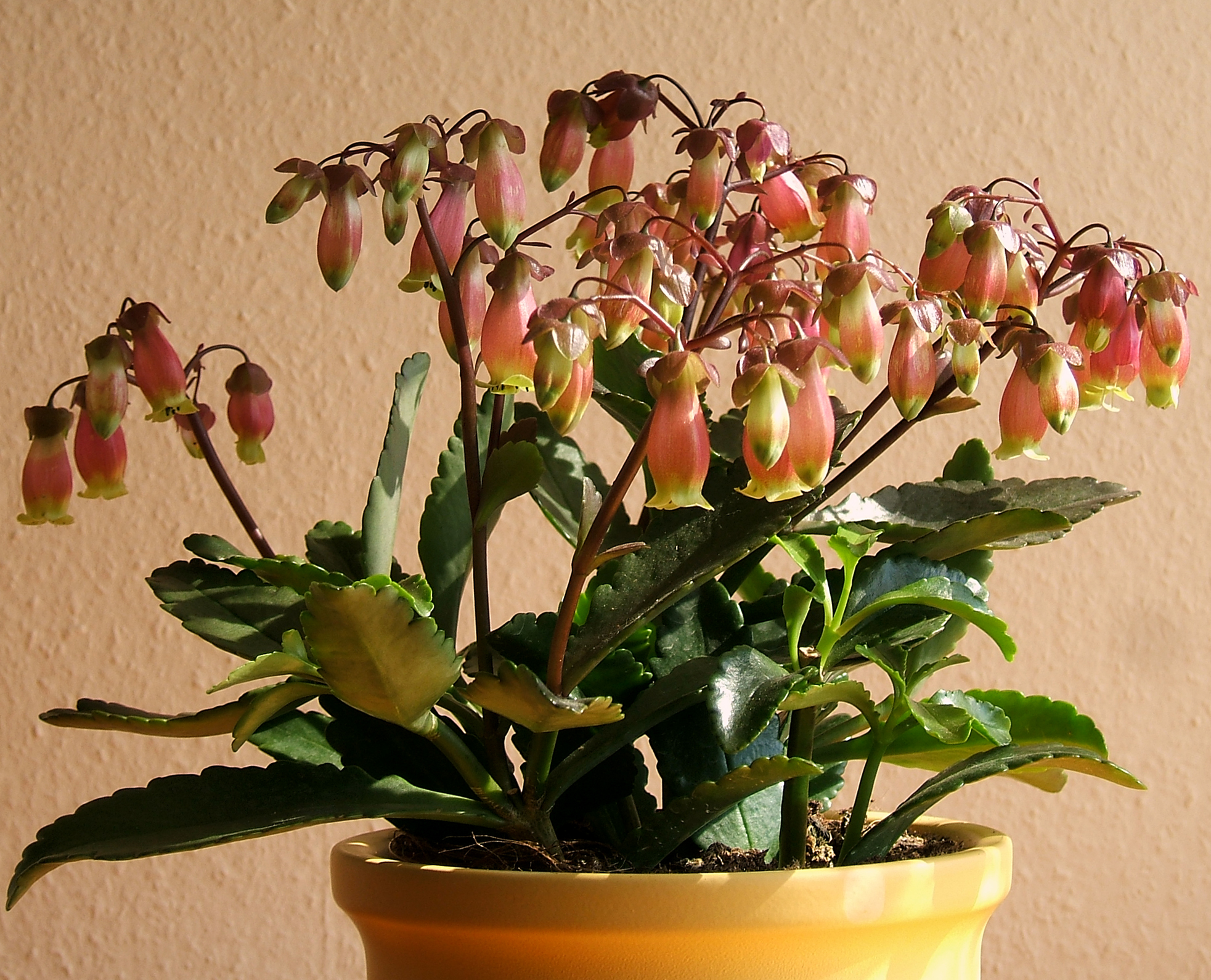
Kalanchoe miniata

Kalanchoe miniata (o Kitchingia miniata) és una espècie de planta suculenta del gènere Kalanchoe, de la família de les Crassulaceae.

## Descripció
És una planta perenne, completament glabra, de 30 a 80 cm d'alçada, erecta, decumbents a la base.
Les tiges són simples, primes, teretes, arrelades a la base.
Les fulles són peciolades a sèssils, carnoses, de forma molt variable, de vegades ± peltades, pecíol (quan n'hi ha) cilíndric, d'1 a 4 cm, fortament eixamplades a la base i amplexicaule, de vegades amb 2 ales desiguals; làmina ovada, ovat-rodona, oblonga, oblongo-espatulada, de vegades tripartida, de 2,5 a 9 cm de llarg i d'1,2 a 6 cm d'ample; punta obtusa, arrodonida a emarginada, base arrodonida a subcordada, auriculada i amplexicaule (quan no hi ha pecíol), marges crenats, dentats o ondulats, de vegades amb taques vermelles.
Les inflorescències són molt laxes, corimbe o paniculades, de poques a moltes flors, de 7 a 20 cm, les flors avortants de vegades substituïdes per propàguls, pedicels de 7 a 20 mm.
Les flors són pèndules; calze verd-groguenc, campanulat; tub de 4,5 a 7 mm; sèpals deltoides a semiorbiculars, cuspidats, de 4 a 8 mm de llarg i de 5 a 8 mm d'ample; corol·la tubular-campanulada, de color vermell brillant; tub de 22 a 35 mm; pètals deltoides a semicirculars, cuspidats, de 4 a 6 mm de larg i de 5 a 7 mm d'ample, de vegades de color groc o taronja; estams inclosos o lleugerament sobresortints.
Aquesta espècie té fulles extremadament variables (mida, forma, color, presència o absència de pecíol) i nombroses varietats i "races", motiu de la seva profusa sinonímia.

## Distribució
Planta endèmica del centre de Madagascar.

## Taxonomia
Kalanchoe miniata va ser descrita per Karl Theodor Hilsenberg i Wenceslas (Wenzel) Bojer (Hils. & Bojer) i publicada als Annales des Sciences Naturelles; Botanique, série 4, 8: 149. 1857.

### Etimologia
Kalanchoe: nom genèric que deriva de la paraula cantonesa "Kalan Chauhuy", 伽藍菜 que significa 'allò que cau i creix'.
miniata: epítet llatí que significa 'vermellós', en referència al color de les flors.

### Sinonímia
- Kitchingia miniata  (Hilsenberg & Bojer ex Tulasne) Baker (1882) / Bryophyllum miniatum  (Hilsenberg & Bojer ex Tulasne) A.Berger (1930)
- Kalanchoe subpeltata  Baker (1887) / Kalanchoe miniata subpeltata (Baker) H. Perrier (1924)
- Kalanchoe miniata andringitrensis  H.Perrier (1924) / Bryophyllum miniatum var. andringitrense  (H.Perrier) Hort. ZSS (s.a.)
- Kalanchoe miniata confertifolia  H.Perrier (1924)
- Kalanchoe miniata subsessilis  H.Perrier (1924)
- Kalanchoe miniata typica  H.Perrier (1924)
- Kalanchoe miniata var. sicaformis  Boiteau & Mannoni (1948)

Són sinònim de Kalanchoe pubescens Baker (1887) les següents varietats:
- Kalanchoe miniata var. anjirensis  H. Perrier (1928) / Kalanchoe pubescens fo anjirensis  (H. Perrier) Allorge-Boiteau (1995)
- Kalanchoe miniata var. glandulosa  H.Perrier (1928)
- Kalanchoe miniata var. pubescens  H.Perrier (1928)
- Kalanchoe miniata var. tsinjoarivensis  H.Perrier (1928)